# Codozinho (Maranhão)
Codozinho é um distrito do município brasileiro de Codó, no interior do estado do Maranhão.
Codó foi elevada à condição de cidade pela Lei Estadual n.º 133, de 16-04-1896.
Pela Lei Estadual n.º 269, de 31-12-1948, foram criados os distritos de Codozinho e São Raimundo de Codó, e anexados ao município de Codó.
O distrito de Dom Pedro, que havia sido criado decreto-lei Estadual n.º 820, de 30-12-1943, foi desmembrado do município de Codó e elevado à categoria de município pela Lei Estadual n.º 815, de 09-12-1952.
Anteriormente era chamado de povoado de Santo Antônio.
Algumas outras localidades do distrito sãoː Matões dos Moreiras, Santo Antônio dos Pretos, Vista Alegre, Montevidéo, Mocorongo, dentre outros.